# Hylaeargia magnifica
Hylaeargia magnifica – gatunek ważki z rodziny pióronogowatych (Platycnemididae). Endemit gór Nowej Gwinei, znany jedynie z dwóch stanowisk.